# The Letter (The Box Tops)
The Letter è un brano musicale dei The Box Tops, pubblicato nel 1967. È stato scritto da Wayne Carson, prodotto da Dan Penn e distribuito dalla Mala Records.

## Fortuna del brano
Il brano è stato il primo successo discografico della band, arrivando anche in vetta alle classifiche musicali di numerosi paesi.

### Cover
- La cover in inglese più nota è quella di Joe Cocker, che la incise nel 1970.
- Nel 1968 I Corvi realizzarono una versione italiana, con testo di Mogol, nel 45 giri Datemi un biglietto d'aereo/Questo è giusto [1] (Bluebell Records).
- Nel 1979 la canzone è stata ricantata da Dionne Warwick.
- In Brasile, Ritchie ha inciso due cover della canzone: la prima, tradotta in portoghese, è intitolata A Carta; nell'altra sono invece conservati testo e titolo originari.
- Una versione in chiave country è stata registrata dalla cantante Sammi Smith.
- Ne esiste anche una cover cantata da Amii Stewart.